# Montanera
Montanera – miejscowość i gmina we Włoszech, w regionie Piemont, w prowincji Cuneo.
Według danych na rok 2004 gminę zamieszkiwało 729 osób, 66,3 os./km².
Miejscowością partnerską gminy Montanera jest umieszczona w Katalonii gmina, La Vall de Boí.